# CCDC54
CCDC54 (англ. Coiled-coil domain containing 54) – білок, який кодується однойменним геном, розташованим у людей на 3-й хромосомі. Довжина поліпептидного ланцюга білка становить 328 амінокислот, а молекулярна маса — 37 886.
| 10         |  | 20         |  | 30         |  | 40         |  | 50         |
| ---------- |  | ---------- |  | ---------- |  | ---------- |  | ---------- |
| MYTLHTKRVK |  | AAARQMWTSN |  | LSKVRQSLKN |  | VYHKCKIRHQ |  | DSTGYPTVTS |
| DDCNQDDDSY |  | DGKMNLPVVL |  | QDVKTAQVEL |  | FSQMTDIVHM |  | IPKVQEKTDL |
| YQKQMEVLET |  | RMNVNEDKQC |  | TTTKDILSMK |  | EDIKALKKKV |  | TELEIQNSCS |
| TIHCLEILEG |  | ERGKEITELL |  | YKLIQPATLK |  | NTLASTDMEI |  | SSAEPEKVPS |
| YPKSTDHLEK |  | KTISPQMKTL |  | KKRNHQNASR |  | SFEKAKPNIY |  | IYPDFSTWIK |
| LTFVHGGKWT |  | FFLSATKLEE |  | FIQWLLSRPT |  | ILPEEPQVIT |  | QRYCPFTGPI |
| LSLTTICLSI |  | FNNIYGFICS |  | LKEEVTRL   |  |            |  |            |

A: Аланін

C: Цистеїн

D: Аспарагінова кислота

E: Глутамінова кислота

F: Фенілаланін

G: Гліцин

H: Гістидин

I: Ізолейцин

K: Лізин

L: Лейцин

M: Метіонін

N: Аспарагін

P: Пролін

Q: Глутамін

R: Аргінін

S: Серин

T: Треонін

V: Валін

W: Триптофан

Кодований геном білок за функцією належить до фосфопротеїнів. 